# La Providence de Notre-Dame des flots
La Providence de Notre-Dame des flots byl francouzský němý film z roku 1904. Režisérem byl Georges Méliès (1861–1938). Ve Spojených státech vyšel pod názvem The Providence of the Waves, or the Dream of a Poor Fisherman a ve Spojeném království jako The Fisher's Guardian Angel. Film je považován za ztracený.